# Lokh - pobeditel vody
Lokh - pobeditel vody (russisk: Лох — победитель воды) er en sovjetisk spillefilm fra 1991 af Arkadij Tigaj.

## Medvirkende
- Sergej Kurjokhin som Pavel Gorelikov
- Larisa Borodina som Valentina
- Andrej Ponomarjov som Kostja
- Vladimir Jerjomin
- Aleksandr Glazun